# Chet Holmgren
Chet Thomas Holmgren (Minneapolis, 1º maggio 2002) è un cestista statunitense, impegnato con gli Oklahoma City Thunder nella NBA.
Era considerato il miglior giocatore dell'annata 2021 dai principali siti specializzati, ed è la recluta con il ranking più alto di sempre ad aver scelto Gonzaga.

## Primi anni di vita e carriera
Holmgren cresce giocando a basket sotto la tutela di suo padre. In prima media, inizia a frequentare la Minnehaha Academy, una scuola privata a Minneapolis, diventando compagno di squadra di Jalen Suggs, con il quale giocherà anche durante tutto il liceo. Holmgren, già alto 1,88 metri, amplia il suo range di tiro durante il recupero dalla frattura del polso destro. Nell'ultimo anno di scuola media, cresce di quasi 21 cm.

## High school
Da matricola alla Minnehaha Academy Holmgren realizza 6,2 punti e 3,0 rimbalzi di media a partita, vincendo il campionato statale di Classe 2A (il secondo consecutivo per il liceo). Nella sua seconda stagione, Holmgren tiene le medie di 18,6 punti e 11,0 rimbalzi a partita, trascinando la sua squadra ad un altro titolo statale di Classe 2A. Dopo la stagione, partecipa con la sua squadra di Amateur Athletic Union, i Grassroots Sizzle, all'Under Armour Association, vincendo il premio di MVP del torneo. Emerge conseguentemente come uno dei giocatori migliori della classe 2021, iniziando a ricevere significativo interesse da università della Divisione I della NCAA. Nell'agosto 2019, Holmgren attira l'attenzione nazionale dopo aver effettuato un crossover nei confronti di Stephen Curry, due volte MVP NBA, all'SC30 Select Camp di Curry.
Il 4 gennaio 2020, da junior, Holmgren fa registrare 9 punti, 10 rimbalzi e 12 stoppate in una vittoria (trasmessa a livello nazionale) contro la Sierra Canyon School, una delle migliori squadre a livello nazionale, con giocatori del calibro di Bronny James (figlio di LeBron James), BJ Boston e Ziaire Williams. Nella sua stagione da junior, realizza 14,3 punti di media a partita, portando Minnehaha a un record di 25-3. Da senior, Holmgren vince invece il titolo statale di Classe 3A, il suo quarto campionato statale con la Minnehaha Academy. Per la grande stagione disputata, chiusa con 20,7 punti, 12,4 rimbalzi, 4,4 assist e 5,1 stoppate di media a partita, viene nominato Naismith Prep Player of the Year, Morgan Wootten National Player of the Year, Gatorade National Player of the Year e Minnesota Mr. Basketball, oltre a venire selezionato per il McDonald's All-American, per il Jordan Brand Classic e per il Nike Hoop Summit.

## College
Considerato da tutti i principali siti specializzati come il miglior giocatore della sua classe, Holmgren riceve offerte da più di 30 università. Il 19 aprile comunica la sua decisione di accettare l'offerta di Gonzaga, frequentata solo un anno prima dall'ex compagno Jalen Suggs. Holmgren è diventato il giocatore con il ranking più alto di sempre a scegliere l'università di Spokane, superando proprio Suggs.
Holmgren debutta con la maglia dei Bulldogs il 9 novembre 2021 contro Dixie State, mettendo a segno 14 punti, 13 rimbalzi, 6 assist e 7 stoppate. Holmgren diventa così il primo giocatore di Division I negli ultimi 25 anni a chiudere la partita di esordio con almeno 10 punti, 10 rimbalzi, 5 assist e 5 stoppate, infrangendo inoltre il record per maggior numero di stoppate in una singola partita per un giocatore di Gonzaga. Holmgren chiude la stagione regolare con 14,4 punti, 9,7 rimbalzi, 1,9 assist e 3,6 stoppate di media a partita, venendo nominato Newcomer of The Year e Defensive Player of the Year e venendo incluso nel primo quintetto della West Coast Conference.
Considerato universalmente uno dei tre migliori giocatori della sua classe, insieme a Jabari Smith e Paolo Banchero, il 21 aprile 2022 Holmgren si rende eleggibile per il Draft NBA.

## NBA

### Oklahoma City Thunder (2022-)
Senza alcuna sorpresa, Holmgren viene selezionato con la seconda scelta assoluta dagli Oklahoma City Thunder. Debutta in Summer League il 5 luglio 2022, mettendo a segno 23 punti, 7 rimbalzi, 4 assist e 6 stoppate, record in una singola partita della competizione, diventando anche l'unico giocatore con almeno 5 stoppate e 4 triple realizzate.
Il 20 agosto 2022, durante il torneo estivo d'esibizione The CrawsOver Pro-AM League a Seattle, rimedia una lesione di Lisfranc al piede destro in un tentativo di difesa su LeBron James. L'infortunio lo costringe a saltare la stagione 2022-23.

## Nazionale
Holmgren viene scelto per la partecipazione al mondiale under-19 in Lettonia, svoltosi nel luglio 2021. La nazionale statunitense vince il titolo, battendo in finale la Francia di Victor Wembanyama. Holmgren chiude la manifestazione con 11,9 punti, 6,1 rimbalzi, 3,3 assist e 2,7 stoppate di media a partita, venendo nominato MVP della manifestazione e venendo incluso nel miglior quintetto.

## Statistiche
| * | Primo nella lega |

### NCAA
| Anno      | Squadra          | PG | PT | MP   | TC%  | 3P%  | TL%  | RP  | AP  | PRP | SP  | PP   |
| --------- | ---------------- | -- | -- | ---- | ---- | ---- | ---- | --- | --- | --- | --- | ---- |
| 2021-2022 | Gonzaga Bulldogs | 32 | 31 | 26,9 | 60,7 | 39,0 | 71,7 | 9,9 | 1,9 | 0,8 | 3,7 | 14,1 |
| Carriera  | Carriera         | 32 | 31 | 26,9 | 60,7 | 39,0 | 71,7 | 9,9 | 1,9 | 0,8 | 3,7 | 14,1 |

### NBA

#### Regular Season
| Anno       | Squadra          | PG  | PT  | MP   | TC%  | 3P%  | TL%  | RP  | AP  | PRP | SP  | PP   |
| ---------- | ---------------- | --- | --- | ---- | ---- | ---- | ---- | --- | --- | --- | --- | ---- |
| 2023-2024  | Oklahoma Thunder | 82  | 82  | 29,4 | 53,0 | 37,0 | 79,3 | 7,9 | 2,4 | 0,6 | 2,3 | 16,5 |
| 2024-2025† | Oklahoma Thunder | 32  | 32  | 27,4 | 49,0 | 37,9 | 75,4 | 8,0 | 2,0 | 0,7 | 2,2 | 15,0 |
| Carriera   | Carriera         | 114 | 114 | 28,9 | 51,9 | 37,2 | 78,0 | 7,9 | 2,3 | 0,7 | 2,3 | 16,1 |

#### Playoffs
| Anno     | Squadra          | PG | PT | MP   | TC%  | 3P%  | TL%  | RP  | AP  | PRP | SP   | PP   |
| -------- | ---------------- | -- | -- | ---- | ---- | ---- | ---- | --- | --- | --- | ---- | ---- |
| 2024     | Oklahoma Thunder | 10 | 10 | 34,5 | 49,6 | 26,0 | 75,8 | 7,2 | 2,1 | 0,7 | 2,5* | 15,6 |
| 2025†    | Oklahoma Thunder | 23 | 23 | 29,8 | 46,2 | 29,7 | 78,4 | 8,7 | 1,0 | 0,7 | 1,9  | 15,2 |
| Carriera | Carriera         | 33 | 33 | 31,2 | 47,3 | 28,4 | 77,7 | 8,2 | 1,3 | 0,7 | 2,1  | 15,3 |

## Palmarès

### Nazionale
- FIBA Under-19 World Cup (2021)

### Squadra

#### NCAA
- WCC Tournament (2022)

#### NBA
- Campionato NBA: 1

Oklahoma City Thunder: 2025

### Individuale

#### High school
- MaxPreps Junior All-American First Team (2020)
- Morgan Wootten National Player of the Year (2021)
- Naismith Prep Player of the Year (2021)
- Sports Illustrated All-American Player of the Year (2021)
- MaxPreps National Player of the Year (2021)
- Gatorade National Player of the Year (2021)
- Minnesota Gatorade Player of the Year (2021)
- Minnesota Mr. Basketball (2021)
- MaxPreps Minnesota Player of the Year (2021)
- Sports Illustrated All-American First Team (2021)
- McDonald's All-American (2021)
- Jordan Brand Classic (2021)
- Nike Hoop Summit (2021)

#### NCAA
- WCC Newcomer of the Year (2022)
- WCC Defensive Player of the Year (2022)
- WCC All-Freshman Team (2021)
- All-WCC First Team (2022)

#### NBA
- NBA All-Rookie First Team (2024)

#### Nazionale
- FIBA Under-19 World Cup MVP (2021)
- FIBA Under-19 World Cup All-Star 5 (2021)

## Record

### NCAA
- Primo giocatore di Division I degli ultimi 25 anni a chiudere la partita d'esordio con almeno 10 punti, 10 rimbalzi, 5 assist e 5 stoppate.[17]
- Maggior numero di stoppate in una singola partita per un giocatore di Gonzaga (7).[18]

### NBA
- Maggior numero di stoppate in una singola partita di Summer League (6).[21]
- Unico giocatore nella storia della Summer League con almeno 5 stoppate e 4 triple realizzate in una singola partita.[21]

## Caratteristiche tecniche
Impiegato principalmente come centro, Holmgren è un giocatore estremamente versatile che si muove, gestisce il pallone, tira e salta più come una guardia che come un lungo. I suoi 229 cm di apertura alare gli permettono di essere un eccellente stoppatore e rimbalzista. Holmgren è dotato sia di un ottimo gioco interno che di un ottimo gioco perimetrale, grazie all'ottimo tiro da 3 punti e all'abilità da passatore.

## Vita privata
Il padre di Holmgren, Dave, anch'egli alto 2,13 metri, ha giocato a basket all'Università del Minnesota dal 1984 al 1988.